# InterForce
InterForce er en organisation, der er tilknyttet Forsvarskommandoen. InterForce ledes til dagligt af InterForce-Sekretariatet, der er placeret som myndighed under Forsvarsstaben. 
Organisationen blev grundlagt i 1999 og består af et centralt sekretariat samt seks regioner og InterForce Grønland. InterForce blev etableret som et svar på Forsvarets stigende engagement i internationale operationer og behovet for fleksible reservister, med tilknytning til både forsvaret og det civile arbejdsmarked. Organisationen fungerer i dag som bindeled mellem Forsvaret og mere end 3.000 danske virksomheder og myndigheder.
InterForces formål er at fremme samarbejdet mellem den civile sektor og Forsvaret med særligt fokus på Reservestyrken.  Reservestyrken betegner både medlemmer af Reserven såvel som frivillige i Hjemmeværnet, Beredskabsstyrelsen og Kystredningstjenesten.

## Medlemsvirksomheder
InterForce har omtrent 3000 medlemsvirksomheder, der har underskrevet en medlemsvirksomhedserklæring. Erklæringen er ikke juridisk bindende, men har en symbolsk erklæring om, at virksomheden ønsker at støtte op om Reservestyrken. InterForce afholder arrangementer, hvor medlemsvirksomheder bliver inviteret. Arrangementer afholdt af InterForce inkluderer oplæg om aktuelle sikkerhedssituationer, jagt på Forsvarets arealer samt rejser til f.eks. NATOs hovedkvarter i Bruxelles.

## Støttevirksomheder
I 2025 introducerede InterForce støttevirksomhedsmedlemskabet. Støttevirksomhederne adskiller sig fra de øvrige medlemsvirksomheder, idet de eksplicit har forpligtet sig til at honorere en række betingelser inden for deres medarbejderpolitik. Dette indbefatter bl.a., at støttevirksomhedens medarbejdere skal have minimum fem dages betalt fri om året til tjeneste i uniform. Kort efter annonceringen af støttevirksomhedsmodellen meldte en række større danske virksomheder ud, at de havde forpligtet sig som støttevirksomheder – bl.a. Novo Nordisk, Carlsberg Group. Danfoss, Danske Bank, DSB og Salling Group.

## Historie

### 1999-2005: Grundlæggelse og fokus på reserven
InterForce blev etableret i 1999 som en direkte konsekvens af Forsvarets stigende engagement i internationale, fredsstøttende missioner.
Det stod hurtigt klart, at der blev brug for at trække på de ca. 10.000 danskere, der på det tidspunkt ved siden af deres civile job havde en rådighedskontrakt med Forsvaret.

Der var derfor brug for en organisation under Forsvaret, som kunne bygge bro mellem Forsvaret og det civile arbejdsmarked.
Initiativet til at etablere InterForce blev taget af den daværende forsvarschef general Christian Hvidt og tidligere finansminister Knud Heinesen. Knud Heinesen blev også udpeget som den første formand for InterForces landskomité. Komitéen er sammensat af topchefer fra en række betydelige private og offentlige virksomheder, institutioner og organisationer.
Komitéens første målsætning var at kontakte Danmarks 200 største virksomheder for at udbrede kendskabet til InterForce. Senere blev landets mellemstore virksomheder kontaktet via mail eller InterForces voksende netværk.
Frem til 2006 var det InterForces hovedfokus at informere om Reserven og tale Reservens sag over for det civile arbejdsmarked. Det vil sige at udbrede en forståelse blandt danske virksomheder for, at medlemmerne af Reserven burde kunne få fri fra deres arbejde til at efteruddanne sig ved Forsvaret eller blive indsat til at løse opgaver for Danmarks sikkerhed.

### 2006-2019: Udvidelse til frivillige og regional struktur
I 2006 kom Hjemmeværnets frivillige også ind under InterForces portefølje. I 2012 fulgte de ca. 200 frivillige kystredningsmænd, og i 2022 kom de frivillige i Beredskabsstyrelsen på samme måde ind under InterForces paraply.
Som en samlet betegnelse kalder man Reserven samt de frivillige i Hjemmeværnet, Beredskabsstyrelsen og Kystredningstjenesten for Reservestyrken. Det er derfor InterForces opgave i dag at informere om og tale hele Reservestyrkens sag over for det civile arbejdsmarked.
Siden etableringen i 1999 har InterForce gennemgået en regional udbygning. Ud over landskomitéen består organisationen i dag af seks regionale forretningsudvalg i henholdsvis Nordjylland, Midtjylland, Syddanmark, Sjælland, Hovedstaden og Bornholm.

### 2020 - nu: Grønland og strategisk udvidelse
I august 2020 udvidede daværende forsvarsminister Trine Bramsen og forsvarschef general Bjørn Bisserup organisationen med InterForce Grønland. InterForce Grønland blev opbygget på samme måde som regionerne. Og den blev sat i verden for specifikt at støtte opbygningen af en frivilligstyrke i Grønland som bestemt i forsvarsforliget 2018-2023 samt for at udbygge Forsvarets relationer til Grønlands erhvervsliv.
I dag støttes InterForce af lidt over 3.000 danske virksomheder, der tilsammen tæller over 1 million medarbejdere.

## Organisation
InterForce er organiseret omkring et centralt sekretariat, forankret i Forsvarskommandoen og placeret på Kastellet i København. Sekretariatet betegnes som InterForce-Sekretariatet (IFS) og har siden 2017 været ledet af pensioneret generalmajor Finn Winkler. Det består af elementer inden for administration, økonomi og kommunikation og fungerer som et uafhængigt sekretariat under Forsvarskommandoen. InterForce-Sekretariatet indgår derfor også som en selvstændig del af Forsvarsstaben. Chefen for InterForce-Sekretariatet rapporterer direkte til forsvarsstabschefen.
InterForce-Sekretariatet udgør det centrale ledelsesorgan, der varetager den samlede koordinering og eksekvering af organisationens nationale og langsigtede opgaver. Derudover har sekretariatet ansvaret for at understøtte de lokale InterForce-regioner og InterForce Grønland i deres daglige virke.
Under det centrale sekretariat opererer seks geografiske regioner samt en særskilt enhed: InterForce Grønland. Regionerne omfatter:
- Region Nordjylland
- Region Midtjylland
- Region Syddanmark
- Region Sjælland
- Region Hovedstaden
- Region Bornholm

I hver region – og i Grønland – er der udpeget en civil erhvervsleder som formand samt en militær koordinator fra et lokalt militært tjenestested. Formanden leder et regionalt forretningsudvalg bestående af erhvervsledere og militære chefer. Udvalgets opgave er at udbrede kendskabet til InterForce, fastholde relationen til medlemsvirksomhederne og arrangere regionale aktiviteter.
Hver region har desuden en regionsambassadør – typisk en reserveofficer – som leder et netværk af InterForce-ambassadører. Disse ambassadører besøger virksomheder for at informere om InterForce og overrækker et InterForce-skjold som tak ved nye medlemskaber. (InterForce Grønland har dog ingen regionsambassadør.)
InterForces øverste besluttende organ er InterForce-komitéen. Komitéens formandskab er delt mellem en civil formand og Forsvarschefen. Den nuværende civile formand er tidligere Folketingets formand og forsvarsordfører Henrik Dam Kristensen (A), mens den militære formand er Forsvarschefen, aktuelt general Michael Hyldgaard.
Komitéen består af:
- Civile virksomhedsledere
- Repræsentanter for myndigheder og fagforeninger
- Cheferne for Hæren, Søværnet og Flyvevåbnet
- Hjemmeværnsledelsen
- Repræsentanter for frivillige organisationer
- Formanden for Hovedorganisationen for Personel af Reserven i Danmark
- Repræsentanter for relevante militære myndigheder
- Formænd og koordinatorer fra InterForce-regionerne
- Chefen for InterForce-Sekretariatet

Komitéen mødes én gang årligt, typisk i tredje kvartal. Den har nedsat et centralt forretningsudvalg, som varetager den løbende koordinering mellem de årlige møder. Forretningsudvalget mødes normalt tre gange årligt – i første, andet og fjerde kvartal – og drøfter tværgående spørgsmål og følger op på de regionale aktiviteter.
Det centrale forretningsudvalg består af de regionale formænd og militære koordinatorer, chefen for InterForce-Sekretariatet samt den civile formand for InterForce-komitéen.

## Kritik
InterForce har tidligere fået kritik for afholdelse af jagter på Forsvarets arealer. Daværende forsvarsminister Nick Hækkerup (S) satte i 2012 en stopper for gratis jagter på Forsvarets arealer, men jagterne fortsatte i regi af InterForce. I alt har InterForce afholdt 13 gratis jagter i Oksbøl Skyde- og Øvelsesterræn med i alt 385 deltagere i perioden 2017 og til og med 2020. 